# Prirodni monopol
Prirodni monopol je takav oblik tržišne imperfekcije kod kojeg jedan proizvođač može opsluživati cijeli sektor na tržištu (ponuđači komunalnih usluga poput distributera električne energije, plina, vode) s većom efikasnošču nego li veći broj konkurentnih proizvođača. Javlja se kad tehnologija proizvodnje uzrokuje visoke fiksne troškove (FC), dok se dugoročni ukupni prosječni trošak (LRATC) smanjuje paralelno s povećanjem obujma proizvodnje, pa tada, takav sektor ima stalno rastuće prinose na opseg. Kako raste proizvodnja poduzeće može naplaćivati sve niže cijene i pritom nastaviti ostvarivati prihod (veći prosječnog, nultog profita). Iz tih je razloga koegzistencija više poduzeća nemoguća. Tehnološki napredak može ukloniti postojanje prirodnog monopola (npr. mobitel u telekomunikacijskoj industriji). 